# Welfia
Welfia ist eine Pflanzengattung innerhalb der Familie der Palmengewächse (Arecaceae). Die nur zwei Arten sind in der Neotropis verbreitet. Charakteristisch sind die kräftigen blütentragenden Achsen mit tiefen Gruben, in denen die Blüten stehen, die männlichen Blüten mit zahlreichen Staubblättern.

## Beschreibung

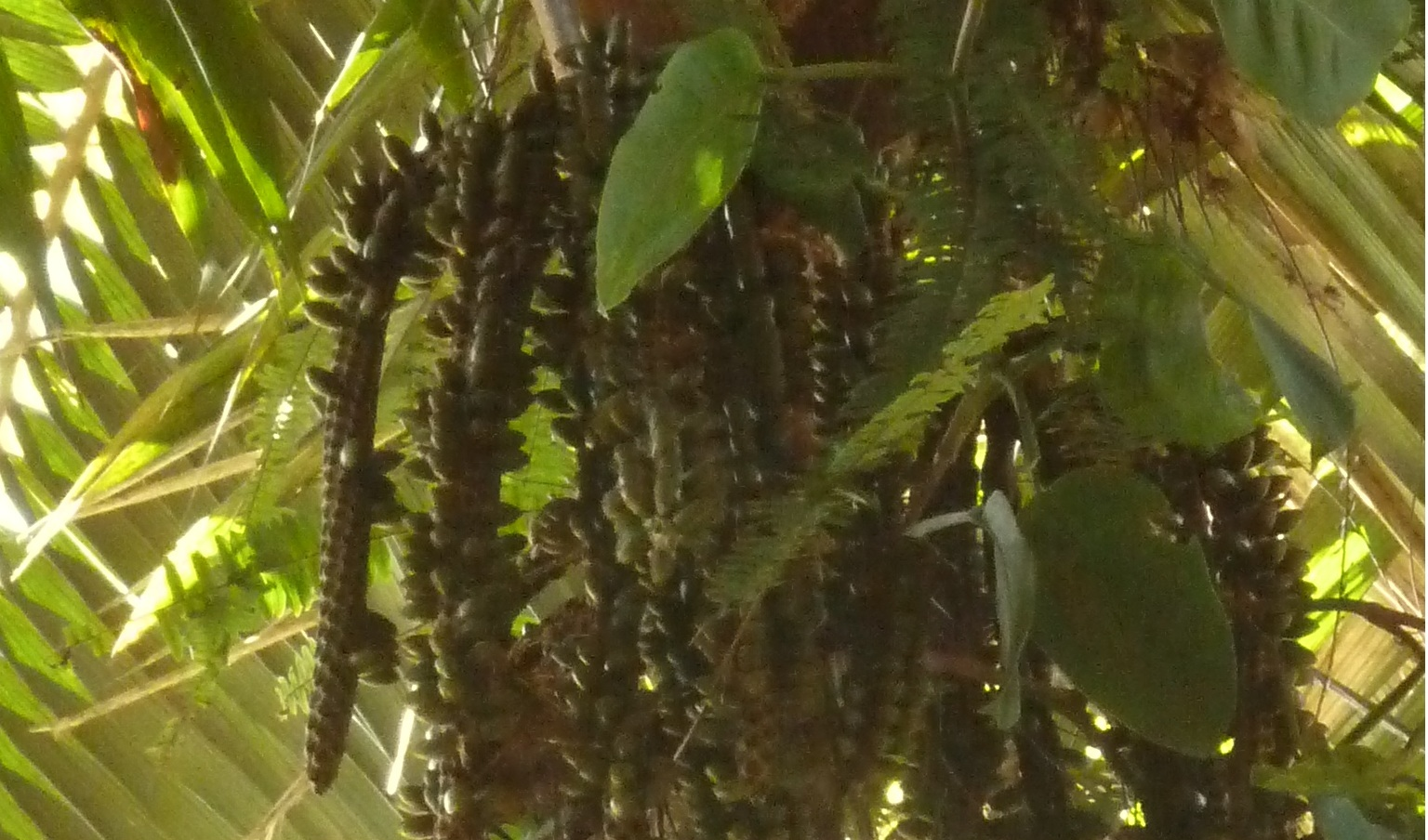
Welfia regia mit Früchten

### Habitus
Welfia-Arten sind mäßig große, einzelstämmige und unbewehrte Palmen. Sie erreichen Wuchshöhen von 6 bis 25 Metern. Der Stamm ist aufrecht und erreicht Höhen von 4,4 bis 22,5 Metern. Die Blattnarben sind auffällig, breit und eher entfernt stehend. Der obere Stammteil ist orangefarben bis braun. 

### Blätter
Die Blätter sind groß und verbleiben nach dem Absterben lange an der Pflanze (Marzeszenz). Die Blätter sind regelmäßig gefiedert, mehr oder weniger aufrecht stehend und an der Spitze gebogen, so dass eine Staubwedel-artige Krone entsteht. Die Blattscheide reißt früh gegenüber dem Blattstiel auf, auch bildet sie keinen Kronenschaft. Die abaxiale Seite ist dick, leicht gerippt und dicht behaart. Die Ränder zerfallen in große Fasern. Der Blattstiel ist kurz, adaxial tief gefurcht, abaxial gerundet und dicht behaart. Die Rhachis ist viel länger als der Stiel, adaxial abgeflacht, seitlich gefurcht und abaxial gerundet.
Die Palmkrone besteht aus 7 bis 26 (im Schnitt 15) Blättern. Die Blattscheiden sind im Schnitt 93 cm lang, der Blattstiel 37 cm und die Rachis 447 (279 bis 570) cm.
Die Fiederblättchen stehen fast gegenständig und sind breit lanzeolat und hängend. Sie sind einfach gefaltet, kahl und an der Unterseite dunkler. Die Oberseite ist blass und dicht behaart. Eine Mittelrippe ist nicht erkennbar. Es gibt acht oder mehr annähernd gleiche, recht lange Blattadern, die an der Unterseite deutlicher hervortreten.

### Blütenstände
Welfia-Arten sind mehrmals blühend und einhäusig getrenntgeschlechtig (monözisch). Die Blütenstände stehen als Knospen zwischen den Blättern (interfoliar) und sind aufrecht. Später kommen sie unter den Blättern (infrafoliar) zu stehen und sind hängend. Sie sind ein- bis zweifach verzweigt und proterandrisch. Der Blütenstandsstiel ist kurz, gedrungen und zurückgebogen. Das Vorblatt ist röhrig, flach, weit und verholzt. Es ist abaxial tief gefurcht und behaart. Die Ränder haben weite flache Kiele. Es ist ein vollständiges Hochblatt am Blütenstandsstiel vorhanden. Es ähnelt dem Vorblatt, ist aber kürzer, dünner und lederig. Die folgenden Hochblätter sind zahlreich, kurz, steif, rundlich und sitzen in spiraliger Anordnung. Die Blütenstandsachse ist kurz, etwa gleich lang wie der Stiel und trägt in spiraliger Anordnung kleine, rundlich oder spitze, ovale Tragblätter, in deren Achseln die blütentragenden Achsen (Rachillae) stehen. Die Rachillae sind gedrungen und tragen acht Reihen von teilweise eingesunkenen, steifen, ovalen Hochblättern, in deren Achseln wiederum in Gruben die Blütentriaden stehen.

### Blüten
Die männlichen Blüten sind sitzend und stehen in der Blütengrube im Vergleich zur weiblichen Blüte an der Außenseite. Die drei Kelchblätter sind spreuartig, basal kurz miteinander verbunden, schmal und gekielt. Die drei Kronblätter sind länglich, verwachsen und auf rund einem Drittel ihrer Länge mit dem Receptaculum verwachsen. Die freien Zipfel sind bootförmig, valvat und spreuartig. Die meist 36 (selten 27 bis 42) Staubblätter stehen in antesepalen und antepetalen Gruppen. Die Filamente sind kurz und breit. Das Konnektiv hat ein spitzes Ende. Die Antheren sind linealisch bis pfeilförmig, basifix und intrors. Das Stempelrudiment besteht aus drei kleinen Tuberkeln oder fehlt ganz. Der Pollen ist asymmetrisch ellipsoidisch oder birnenförmig. Die Keimöffnung ist ein distaler Sulcus. Die längste Achse misst 25 bis 45 µm.
Die weiblichen Blüte ist rundlich und als Knospe spitz. Die drei Kelchblätter sind frei, schmal, überlappend und gekielt. Die drei Kronblätter sind auf zwei Dritteln oder mehr ihrer Länge zu einer Röhre verwachsen. Die freien Zipfel sind dreieckig und valvat. Die zahlreichen Staminodien (15–16) sind auf zwei Dritteln ihrer Länge mit der Kronröhre verwachsen, der freie Teil ist ahlförmig oder linealisch-dreieckig. Das Gynoeceum ist dreifächrig mit je einer Samenanlage. Es ist dreieckig, wobei die adaxiale Seite länger ist. Der Griffel ist lange, zylindrisch und trägt drei zurückgebogene Narben. Die Samenanlagen sitzen im Zentrum des Fächers und sind anatrop.

### Früchte und Samen
Die stumpf-purpurfarbene Frucht ist entweder kugelig und nicht oder kaum seitlich zusammengedrückt, seitlich kaum gefurcht und apikal stumpf; oder sie ist mandelförmig, dorsiventral leicht abgeflacht, seitlich gefurcht und trägt eine kurze, apikale Spitze.
Die Narbenreste und die sterilen Fruchtblätter stehen basal. Das Exokarp ist glatt und glänzend. Das Mesokarp besitzt schlanke, parallele Fasern, das Endokarp ist dünn und krustenförmig.
Der Samen ist purpurfarben, ellipsoid, apikal abgerundet und ist zur Reife mit einer weißen, süß schmeckenden, schleimartigen Substanz überzogen. Der Nabel (Hilum) steht seitlich an der Basis. Die Raphe umkreist den Samen mit kurzen basalen und apikalen Ästen. Das Endosperm ist homogen.

## Vorkommen
Das Verbreitungsgebiet reicht von Honduras nach West- und Ost-Kolumbien und bis Ecuador.
Welfia regia kommt von Tiefland bis in Höhenlagen von 2000 Metern in den Anden vor und wächst in dichtem Regenwald.

## Systematik
Die Gattung Welfia wurde von Hermann Wendland 1869 in Gartenflora, Band 18, Seite 242 aufgestellt. Typusart der Gattung ist Welfia regia. Die Gattung Welfia ist nach dem Geschlecht der Welfen benannt.
Die Gattung Welfia gehört zur Tribus Geonomateae in der Unterfamilie Arecoideae innerhalb der Familie der Palmengewächse (Arecaceae). Die Verwandtschaftsverhältnisse innerhalb der Tribus sind 2013 unklar.
Seit der Gattungsrevision von Henderson und Villalba 2013 besteht die Gattung aus folgenden zwei Arten:
- Welfia alfredii A.J.Hend. & Villalba: Sie kommt in Peru vor.[2]
- Welfia regia H.Wendl.: Sie kommt im nordöstlichen Honduras und vom südlichen Nicaragua bis zum westlichen Ecuador vor.[2]

## Belege
- John Dransfield, Natalie W. Uhl, Conny B. Asmussen, William J. Baker, Madeline M. Harley, Carl E. Lewis: Genera Palmarum. The Evolution and Classification of Palms. Zweite Auflage, Royal Botanic Gardens, Kew 2008, ISBN 978-1-84246-182-2, S. 470–472.